# Gmina Dobrova-Polhov Gradec
Gmina Dobrova-Polhov Gradec (słoweń. Občina Dobrova-Polhov Gradec) – gmina w Słowenii. W 2002 roku liczyła 6700 mieszkańców.

## Miejscowości
Miejscowości wchodzące w skład gminy Dobrova – Polhov Gradec:

- Babna Gora
- Belica
- Brezje pri Dobrovi
- Briše pri Polhovem Gradcu
- Butajnova
- Črni Vrh
- Dobrova – siedziba gminy
- Dolenja vas pri Polhovem Gradcu
- Draževnik
- Dvor pri Polhovem Gradcu
- Gabrje
- Hrastenice
- Hruševo
- Komanija
- Log pri Polhovem Gradcu
- Osredek pri Dobrovi
- Planina nad Horjulom
- Podreber
- Podsmreka
- Polhov Gradec – siedziba gminy
- Praproče
- Pristava pri Polhovem Gradcu
- Razori
- Rovt
- Selo nad Polhovim Gradcem
- Setnica
- Setnik
- Smolnik
- Srednja vas pri Polhovem Gradcu
- Srednji Vrh
- Šentjošt nad Horjulom
- Stranska vas
- Šujica